# Bacouel-sur-Selle
Pour les articles homonymes, voir Bacouel et Selle (affluent de la Somme).
Bacouel-sur-Selle est une commune française située dans le département de la Somme en région Hauts-de-France.

## Géographie

### Localisation
Bacouel-sur-Selle est un village picard de l'Amiénois.
À vol d'oiseau, la localité est située à 9 km au sud-ouest d'Amiens et à 45 km au nord-est de Beauvais.
Le territoire de la commune est limitrophe de ceux de cinq communes.Les communes limitrophes sont Vers-sur-Selle, Creuse, Namps-Maisnil, Plachy-Buyon et Prouzel.

### Géologie et relief
La superficie de la commune est de 6,24 km2 ; son altitude varie de 36  à   121 mètres.

### Hydrographie

#### Réseau hydrographique
La commune est située dans le bassin Artois-Picardie. Elle est drainée par la Selle ou Somme.
| (texte à fusionner) Comme le suggère son nom, la partie est du territoire communal est drainée par la Selle, l'un des affluents du fleuve côtier la Somme. |

La Selle, d'une longueur de 39 km, prend sa source dans la commune de Catheux et se jette  dans la Somme canalisée à Amiens, après avoir traversé 16 communes. Les caractéristiques hydrologiques de la Selle sont données par la station hydrologique située sur la commune. Le débit moyen mensuel est de 3,96 m3/s. Le débit moyen journalier maximum est de 10,5 m3/s, atteint lors de la crue du 7 avril 2001. Le débit instantané maximal est quant à lui de 10,7 m3/s, atteint le même jour.

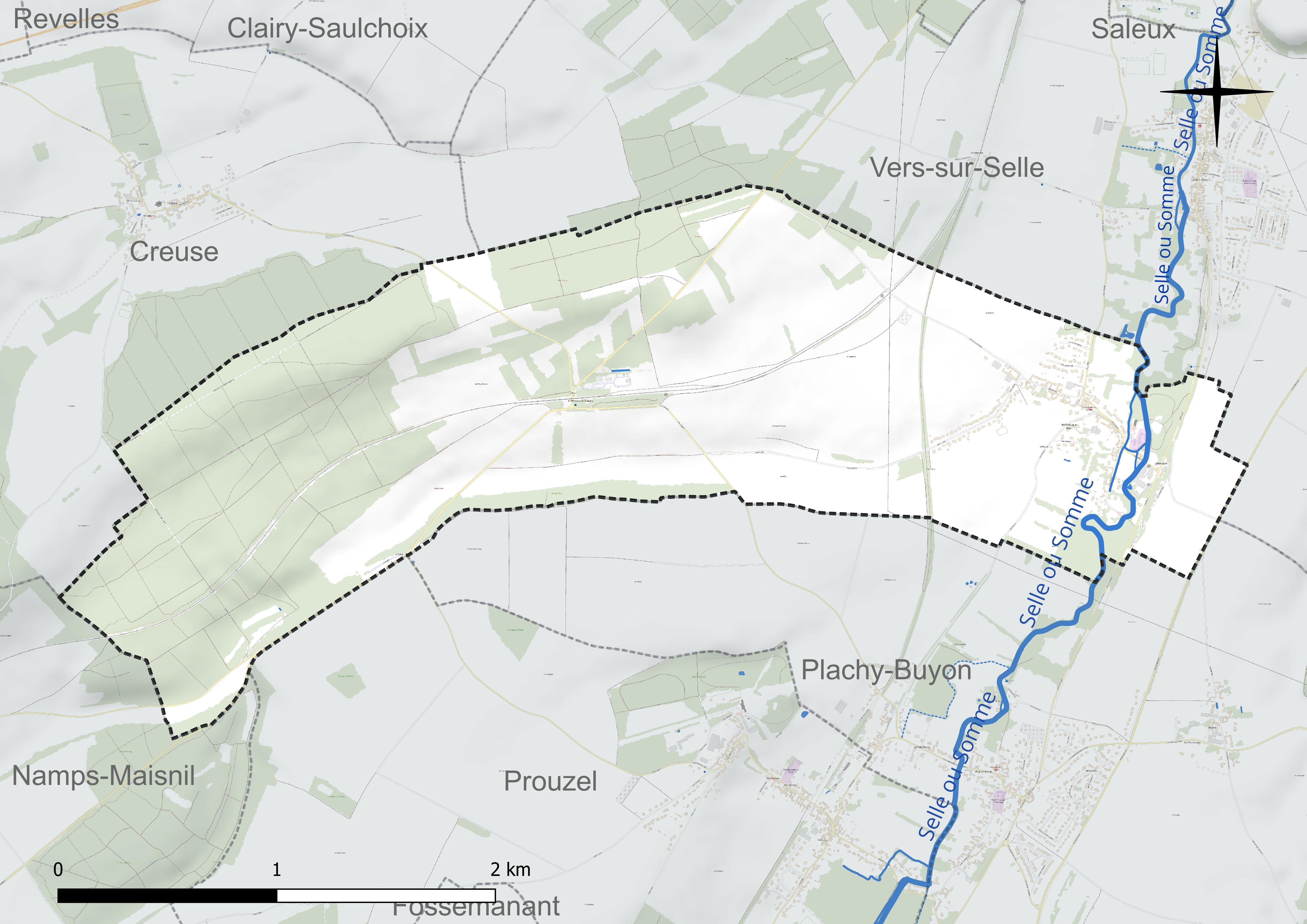
Carte hydrographique de la communje.
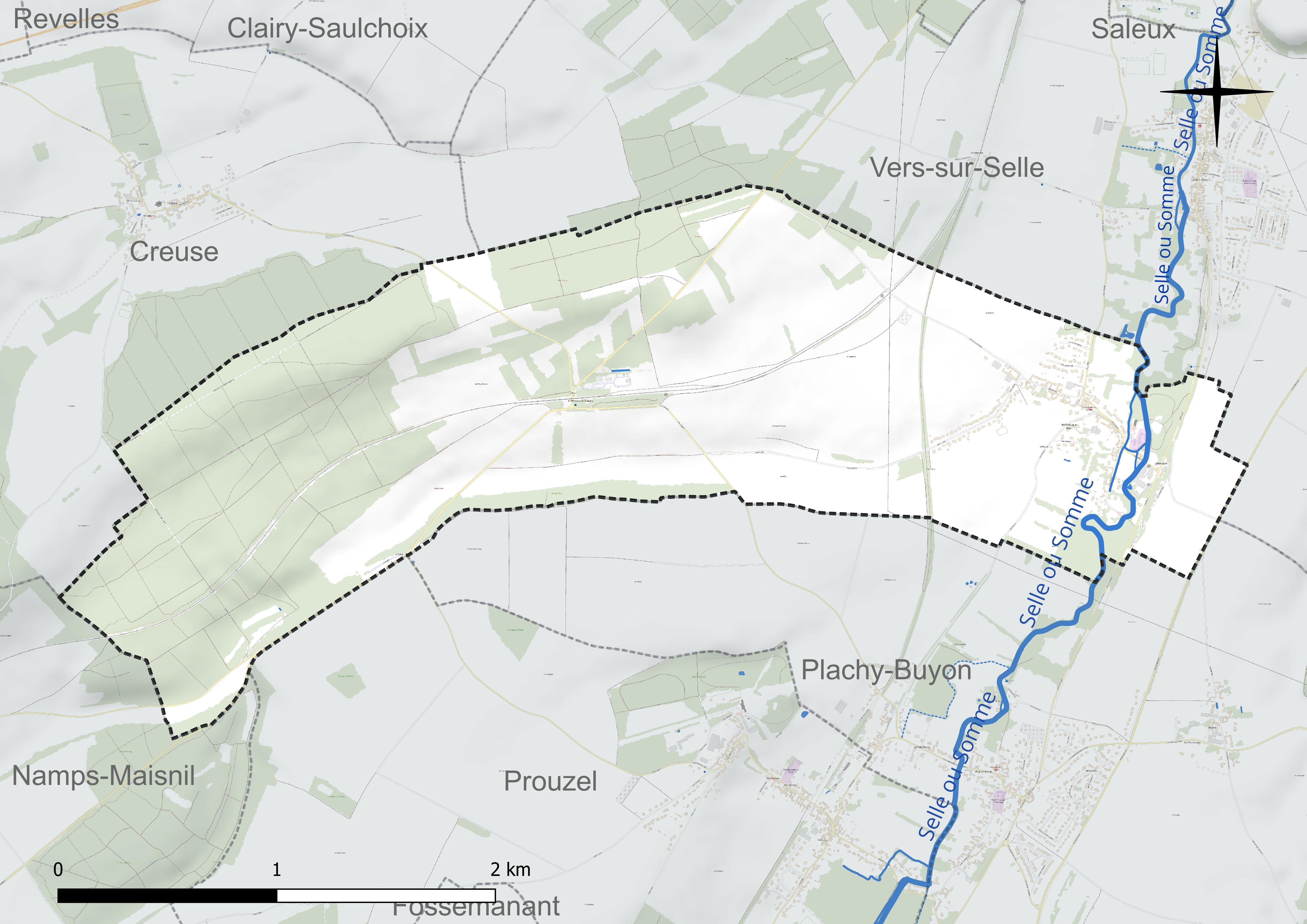
Réseau hydrographique de Bacouel-sur-Selle.

#### Gestion et qualité des eaux
Le territoire communal est couvert par le schéma d'aménagement et de gestion des eaux (SAGE) « Somme aval et Cours d'eau côtiers ». Ce document de planification concerne un territoire de 1 835 km2 de superficie, délimité par le bassin versant de la Somme canalisée. Le périmètre a été arrêté le 29 avril 2010 et le SAGE proprement dit a été approuvé le 6 août 2019. La structure porteuse de l'élaboration et de la mise en œuvre est le syndicat mixte d'aménagement hydraulique du bassin versant de la Somme (AMEVA).
La qualité des cours d'eau peut être consultée sur un site dédié géré par les agences de l'eau et l'Agence française pour la biodiversité.

### Climat
Pour des articles plus généraux, voir Climat des Hauts-de-France et Climat de la Somme.
En 2010, le climat de la commune est de type climat océanique dégradé des plaines du Centre et du Nord, selon une étude du CNRS s'appuyant sur une série de données couvrant la période 1971-2000. En 2020, Météo-France publie une typologie des climats de la France métropolitaine dans laquelle la commune est exposée à un climat océanique et est dans la région climatique Nord-est du bassin Parisien, caractérisée par un ensoleillement médiocre, une pluviométrie moyenne régulièrement répartie au cours de l'année et un hiver froid (3 °C).
Pour la période 1971-2000, la température annuelle moyenne est de 10,4 °C, avec une amplitude thermique annuelle de 14,1 °C. Le cumul annuel moyen de précipitations est de 673 mm, avec 11,6 jours de précipitations en janvier et 8,8 jours en juillet. Pour la période 1991-2020, la température moyenne annuelle observée sur la station météorologique la plus proche, située sur la commune de Glisy à 14 km à vol d'oiseau, est de 11,1 °C et le cumul annuel moyen de précipitations est de 646,6 mm,. Pour l'avenir, les paramètres climatiques de la commune estimés pour 2050 selon différents scénarios d'émission de gaz à effet de serre sont consultables sur un site dédié publié par Météo-France en novembre 2022.

## Urbanisme

### Typologie
Au 1er janvier 2024, Bacouel-sur-Selle est catégorisée bourg rural, selon la nouvelle grille communale de densité à sept niveaux définie par l'Insee en 2022.
Elle est située hors unité urbaine. Par ailleurs la commune fait partie de l'aire d'attraction d'Amiens, dont elle est une commune de la couronne,. Cette aire, qui regroupe 369 communes, est catégorisée dans les aires de 200 000 à moins de 700 000 habitants,.

### Occupation des sols

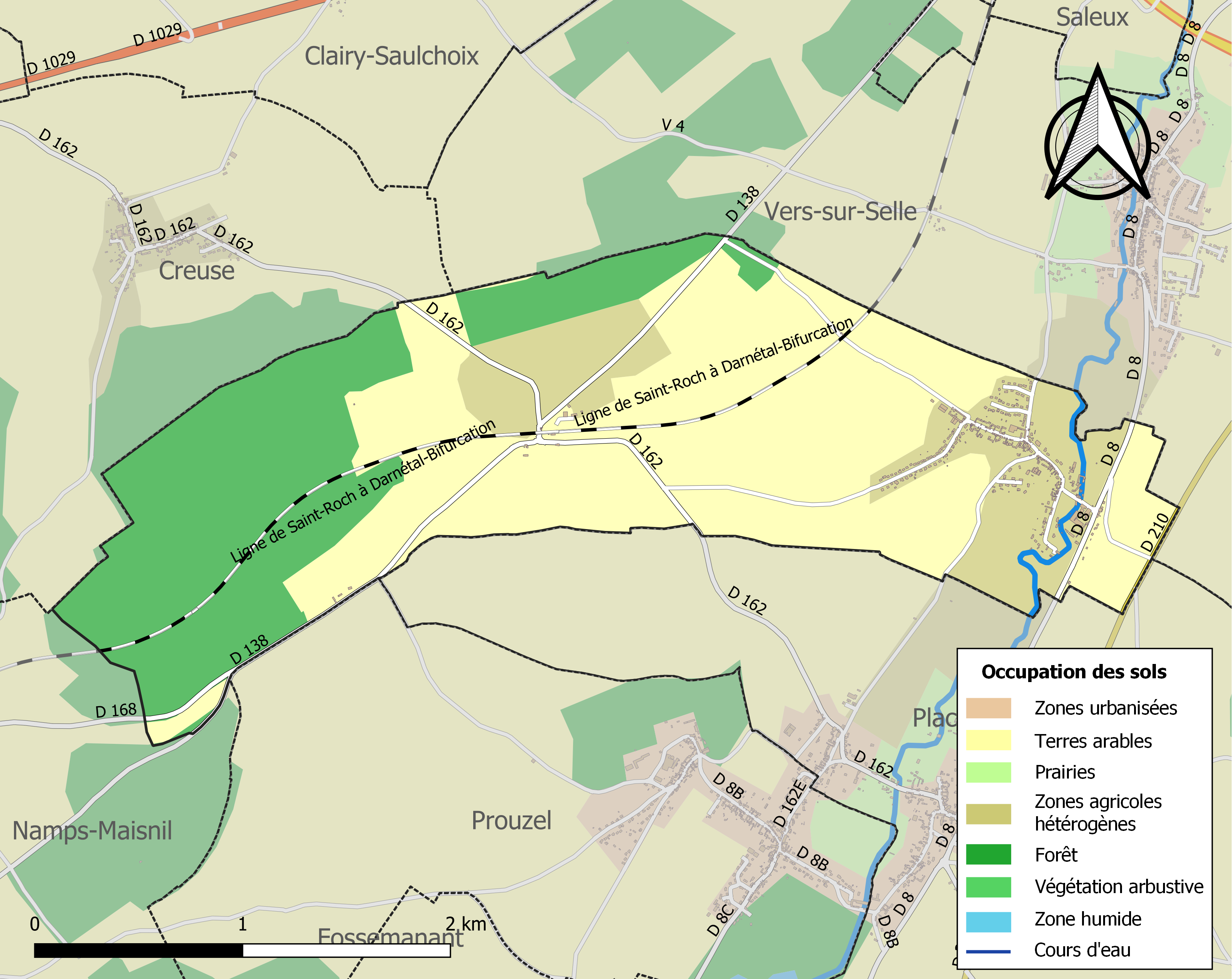
Carte des infrastructures et de l'occupation des sols de la commune en 2018 (CLC).

L'occupation des sols de la commune, telle qu'elle ressort de la base de données européenne d'occupation biophysique des sols Corine Land Cover (CLC), est marquée par l'importance des territoires agricoles (68,4 % en 2018), une proportion identique à celle de 1990 (68,4 %). La répartition détaillée en 2018 est la suivante : 
terres arables (51,5 %), forêts (31,6 %), zones agricoles hétérogènes (16,9 %). L'évolution de l'occupation des sols de la commune et de ses infrastructures peut être observée sur les différentes représentations cartographiques du territoire : la carte de Cassini (XVIIIe siècle), la carte d'état-major (1820-1866) et les cartes ou photos aériennes de l'IGN pour la période actuelle (1950 à aujourd'hui).

### Habitat et logement
En 2020, le nombre total de logements dans la commune était de 201, alors qu'il était de 195 en 2015 et de 186 en 2010.
Parmi ces logements, 95 % étaient des résidences principales, 1 % des résidences secondaires et 4 % des logements vacants. Ces logements étaient pour 96 % d'entre eux des maisons individuelles et pour 4 % des appartements.
Le tableau ci-dessous présente la typologie des logements à Bacouel-sur-Selle en 2020 en comparaison avec celle de la Somme et de la France entière. Une caractéristique marquante du parc de logements est ainsi la faible proportion des résidences secondaires et logements occasionnels (1 %) par rapport au département (8,4 %) et à la France entière (9,7 %).
| Typologie                                               | Bacouel-sur-Selle | Somme | France entière |
| ------------------------------------------------------- | ----------------- | ----- | -------------- |
| Résidences principales (en %)                           | 95                | 83,2  | 82,1           |
| Résidences secondaires et logements occasionnels (en %) | 1                 | 8,4   | 9,7            |
| Logements vacants (en %)                                | 4                 | 8,4   | 8,2            |

### Voies de communication et transports
En 2025, la localité est desservie par la ligne d'autocars no 729 (Crévecœur-le-Grand - Conty - Amiens)  du réseau interurbain Trans'80 Hauts-de-France. Elle constitue une lointaine survivance de la ligne ferroviaire de Saint-Omer-en-Chaussée à Vers qui reliait Beauvais à Amiens.
La municipalité souhaite que la piste cyclable reliant le CHU à Saleux soit prolongée jusqu'à Bacouel, par Amiens Métropole et la Communauté de communes Somme Sud-Ouest.

## Toponymie
Le nom de la localité est attesté sous les formes Bascoel (1093.) ; Bacouel (1145.) ; Bascouel (1147.) ; Bacoils (115..) ; Bascuel (1206.) ; Bascohelf… ; Bastorel (XIVe siècle.) ; Bacceul (1579.) ; Bacquoy (1638.) ; Bacanoy (1659.) ; Bacouelle (1700.) ; Bacouet-sur-Selle (1733.) ; Bacouel-sur-Selle (1778.) ; Baconel (1787.).
Le nom est dérivé de l'ancien français baschoue (« cuveau »), désignant une dépression en forme de cuve. Bacouel est une localité située au fond d'une vallée.
La Selle est une rivière de l'ancienne région Picardie, dans les départements de l'Oise et de la Somme.

## Histoire

### Préhistoire
La découverte d'une hache polie en 1995, rue de la Gare, atteste d'une présence humaine dans les temps les plus reculés.

### Antiquité
L'archéologie aérienne permet d'affirmer l'occupation du territoire à l'époque gauloise : des traces d'enclos circulaires typiques ont été relevées par Roger Agache. La réoccupation au temps des gallo-romains est également prouvée.

### Ancien Régime
La seigneurie de Bacouel  a été tenue par les d'Aboval, puis par les Linars d'Aveluy et les Jourdain de Thieulloy.

### Époque contemporaine

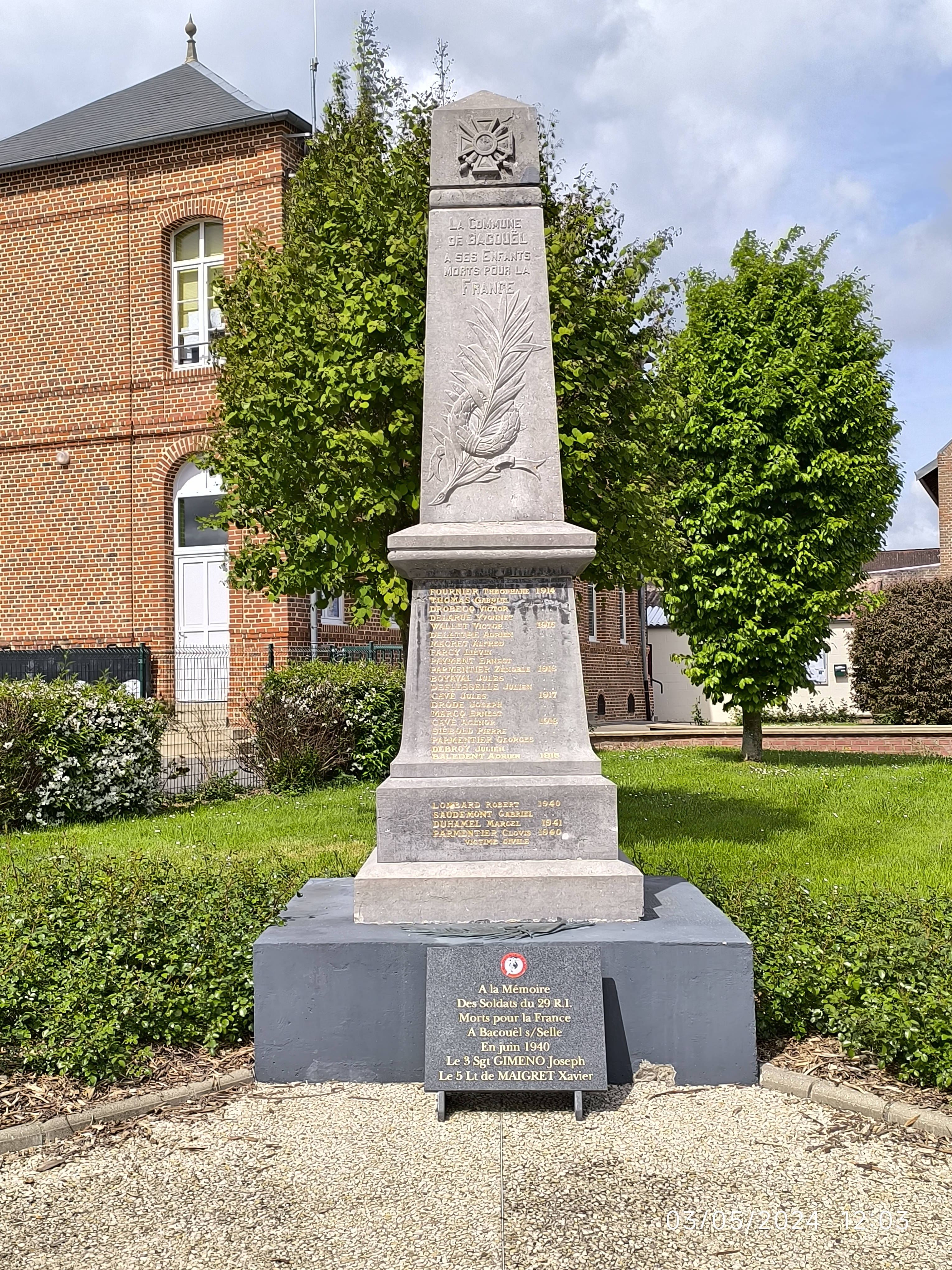
Le monument aux morts.

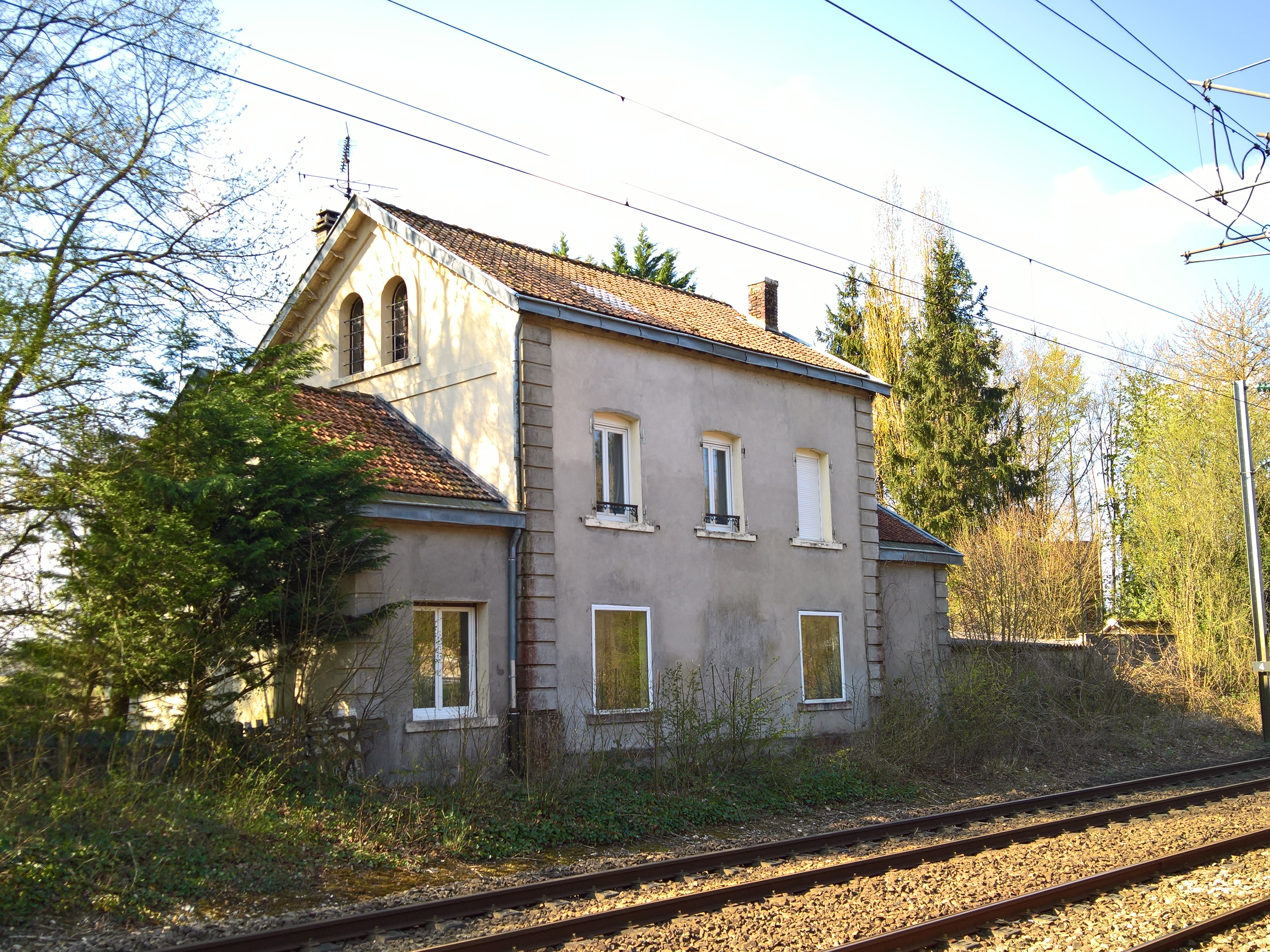
L'ancienne gare en 2019, transformée en maison d'habitation.

Le village a été desservi par une gare, aujourd'hui fermée, sur la ligne de Saint-Roch à Darnétal-Bifurcation qui assure la liaison entre Amiens et Rouen.
Durant la Première Guerre mondiale, un hôpital militaire pour victimes des gaz de combat a été aménagé en 1918 dans le parc du château. Vingt-huit militaires y sont morts, pour la plupart des zouaves des régiments d'Afrique gazés dans les combats de Gentelles ou de Cachy. Ils reposent au cimetière communal. Le village a par ailleurs perdu vingt-quatre de ses soldats, morts au champ d'honneur.

## Politique et administration

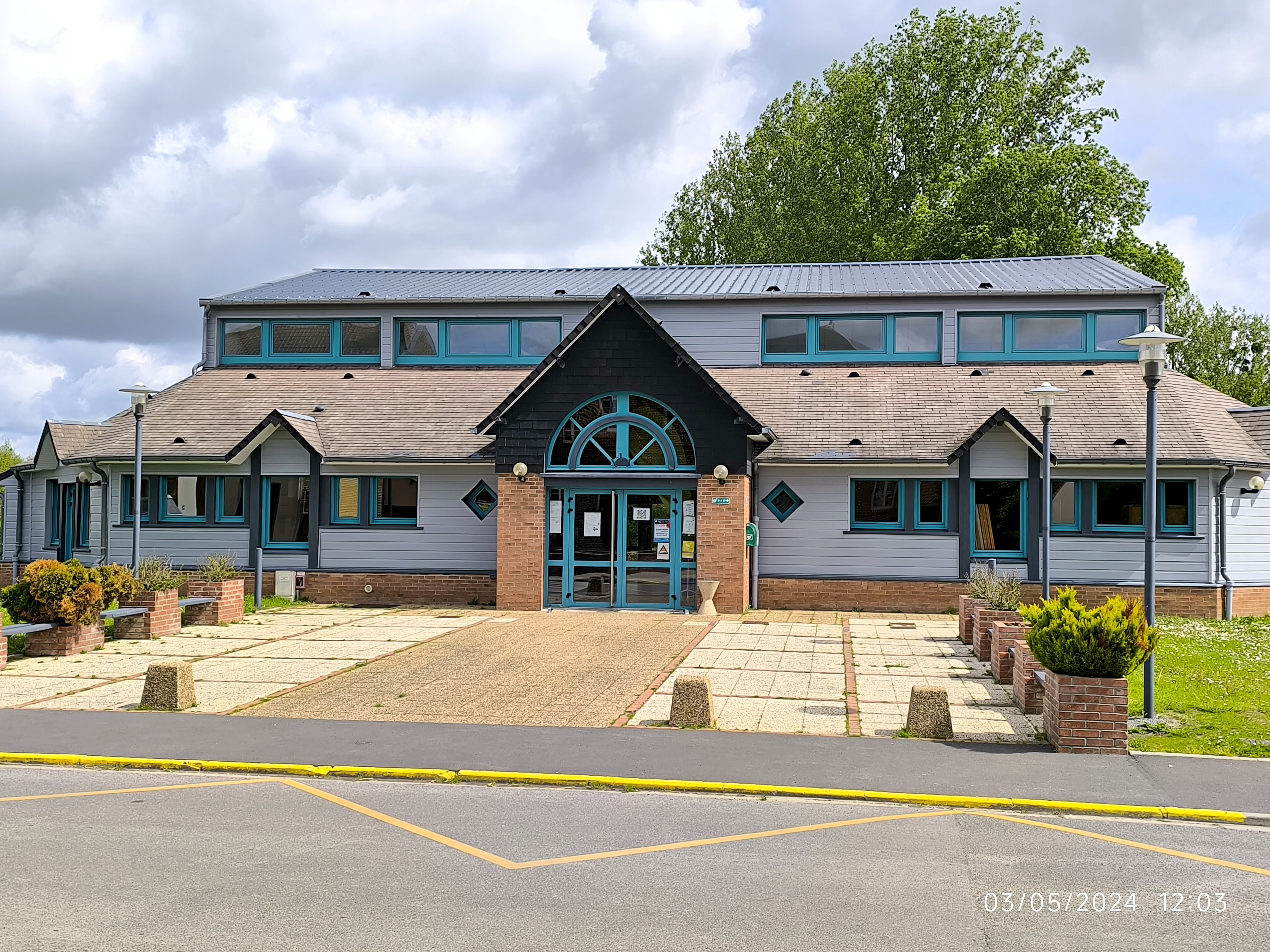
La salle des fêtes

### Rattachements administratifs et électoraux

#### Rattachements administratifs
La commune se trouve dans l'arrondissement d'Amiens du département de la Somme
Elle faisait partie depuis 1801 du canton de Conty. Dans le cadre du redécoupage cantonal de 2014 en France, cette circonscription administrative territoriale a disparu, et le canton n'est plus qu'une circonscription électorale.

#### Rattachements électoraux
Pour les élections départementales, la commune fait partie depuis 2014 du canton d'Ailly-sur-Noye
Pour l'élection des députés, elle fait partie depuis 2012 de la quatrième circonscription de la Somme.

### Intercommunalité
La commune était membre de la  communauté de communes du canton de Conty, créée par un arrêté préfectoral du 23 décembre 1996, et qui s'est substituée aux syndicats préexistants tels que le SIVOM et le SIVU de la coulée verte. Cette intercommunalité est renommée communauté de communes du Contynois en 2015, à la suite de la disparition du canton.
Dans le cadre des dispositions de la loi portant nouvelle organisation territoriale de la République du 7 août 2015, qui prévoit que les établissements publics de coopération intercommunale (EPCI) à fiscalité propre doivent avoir un minimum de 15 000 habitants, la préfète de la Somme propose en octobre 2015 un projet de nouveau schéma départemental de coopération intercommunale (SDCI) qui prévoit la réduction de 28 à 16 du nombre des intercommunalités à fiscalité propre du département.
Ce projet prévoit la « fusion des communautés de communes du Sud-Ouest Amiénois, du Contynois et de la région d'Oisemont », le nouvel ensemble de 37 412 habitants regroupant 120 communes,. À la suite de l'avis favorable de la commission départementale de coopération intercommunale en janvier 2016, la préfecture sollicite l'avis formel des conseils municipaux et communautaires concernés en vue de la mise en œuvre de la fusion.
La communauté de communes Somme Sud-Ouest, dont est désormais membre la commune, est ainsi créée au 1er janvier 2017.

### Liste des maires
| Période                                  | Période                       | Identité                | Étiquette | Qualité |
| ---------------------------------------- | ----------------------------- | ----------------------- | --------- | ------- |
| Les données manquantes sont à compléter. |                               |                         |           |         |
| mars 1977                                | mars 1989                     | Gilles Brailly          |           |         |
| mars 1989                                | mai 2020                      | Jean-François Corniquet |           |         |
| 2020,                                    | En cours (au 27 janvier 2021) | Marc Bulcourt           |           |         |

## Équipements et services publics

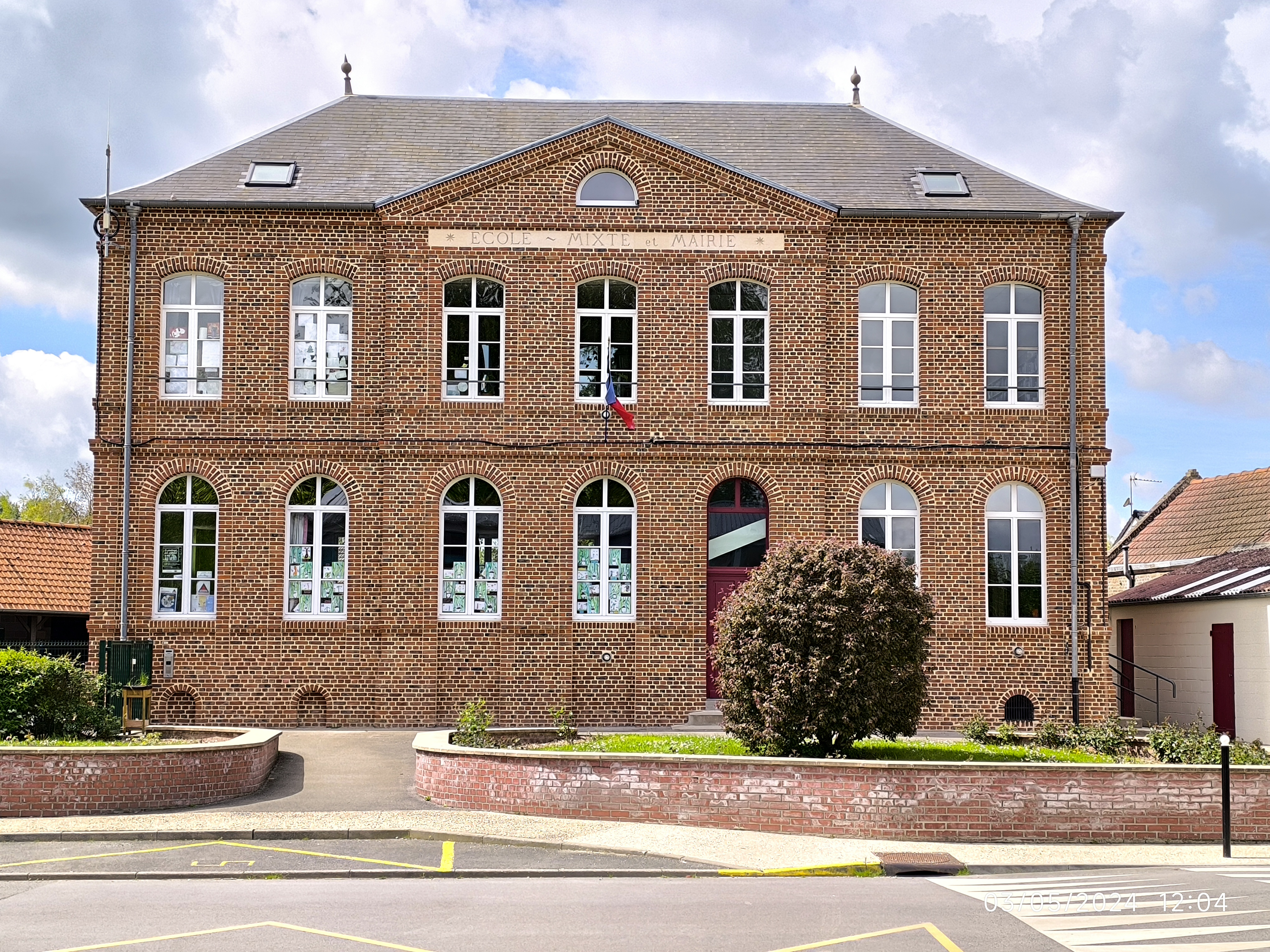
L'école.

### Enseignement
Les enfants du village sont scolarisés dans le cadre du regroupement pédagogique intercommunal mis en place  avec  Vers-sur-Selle en 1988 et géré par l'intercommunalité.
Pendant l'année scolaire 2019-2020, près de 120 élèves sont inscrits pour quatre classes.
En juillet 2024, 128 élèves sont scolarisés au sein du regroupement.
L'école locale dispose de sa cantine, aménagée dans la salle des fêtes.

### Culture
Bacouel dispose d'une bibliothèque

## Population et société

### Démographie
L'évolution du nombre d'habitants est connue à travers les recensements de la population effectués dans la commune depuis 1793. Pour les communes de moins de 10 000 habitants, une enquête de recensement portant sur toute la population est réalisée tous les cinq ans, les populations de référence des années intermédiaires étant quant à elles estimées par interpolation ou extrapolation. Pour la commune, le premier recensement exhaustif entrant dans le cadre du nouveau dispositif a été réalisé en 2005.

En 2022, la commune comptait 466 habitants, en évolution de −7,54 % par rapport à 2016 (Somme : −1,26 %, France hors Mayotte : +2,11 %).
| 1793 | 1800 | 1806 | 1821 | 1831 | 1836 | 1841 | 1846 | 1851 |
| ---- | ---- | ---- | ---- | ---- | ---- | ---- | ---- | ---- |
| 142  | 137  | 165  | 168  | 197  | 233  | 238  | 225  | 200  |

| 1856 | 1861 | 1866 | 1872 | 1876 | 1881 | 1886 | 1891 | 1896 |
| ---- | ---- | ---- | ---- | ---- | ---- | ---- | ---- | ---- |
| 206  | 189  | 214  | 209  | 206  | 190  | 214  | 273  | 263  |

| 1901 | 1906 | 1911 | 1921 | 1926 | 1931 | 1936 | 1946 | 1954 |
| ---- | ---- | ---- | ---- | ---- | ---- | ---- | ---- | ---- |
| 298  | 282  | 272  | 288  | 300  | 305  | 299  | 291  | 284  |

| 1962 | 1968 | 1975 | 1982 | 1990 | 1999 | 2005 | 2006 | 2010 |
| ---- | ---- | ---- | ---- | ---- | ---- | ---- | ---- | ---- |
| 255  | 227  | 257  | 326  | 392  | 574  | 525  | 519  | 474  |

| 2015 | 2020 | 2022 | - | - | - | - | - | - |
| ---- | ---- | ---- | - | - | - | - | - | - |
| 507  | 477  | 466  | - | - | - | - | - | - |

## Culture locale et patrimoine

### Lieux et monuments
- Un monument aux morts a été érigé en direction de l'école-mairie, dans la rue des Deux Ponts : c'est un lieu de commémoration.
- L'école date de Jules-Ferry.

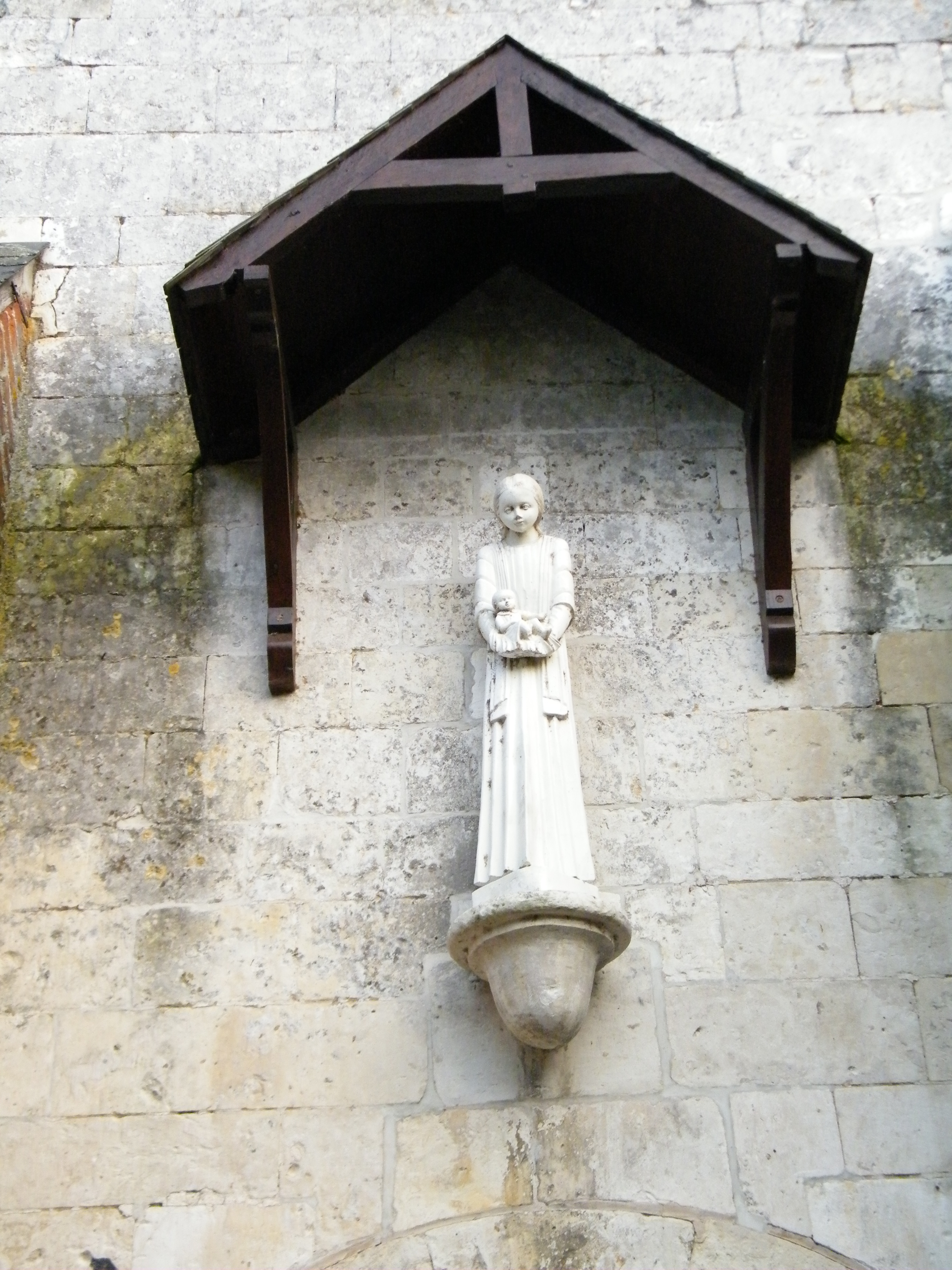
Détail de Notre-Dame, au-dessus du portail de l'église.

- L'église Notre-Dame est longée par la Selle. Construite en 1093 par Adalbert de Bacouel, seigneur local, elle est rénovée vers 1903. Elle abrite des fonts baptismaux du XIe siècle, un autel du XIIIe siècle, des blochets sculptés. Les reliques seraient celles de sainte Mansuée, guérisseuse des aveugles[38],[39].
- La chapelle Notre-Dame-des-Victoires complète le patrimoine religieux local. Elle est construite en brique et pierre[38].
- Ancien château, reconstruit au XIXe siècle par la famille Jourdain de Thieulloy, aujourd'hui aménagé en Foyer d'accueil médicalisé pour adultes handicapés (FAM)[40].
- La coulée verte relie le village à Monsures, 17 km de promenade possible à pied ou à vélo[41].

### Héraldique
| Blason de Bacouel-sur-Selle | Blason  | De gueules semé de croisettes recroisetées d'argent, aux deux bars adossés du même brochant sur le tout. |
| Blason de Bacouel-sur-Selle | Détails | Le statut officiel du blason reste à déterminer.                                                         |

## Pour approfondir